# Brian Alexis Duarte
Brian Alexis Duarte (Adrogué, Argentina, 11 de septiembre de 1995) es un futbolista argentino. Juega de enganche y su equipo actual es la Asociación Deportiva Berazategui de la Primera C.

## Trayectoria
Surgido en las inferiores del Club Atlético Independiente, el chapa realizó allí su etapa formativa hasta la división reserva, dónde quedó libre.
Luego pasó a Gimnasia de Mendoza y en 2017 debutó como profesional en Argentino de Quilmes de la Primera C. En el mate logro el campeonato y ascenso a la Primera B. Tuvo un paso a préstamo por Almirante Brown, Midland hasta llegar a Berazategui, Club dónde se encuentra actualmente.

## Clubes
| Club                     | País      | Año             |
| ------------------------ | --------- | --------------- |
| Gimnasia de Mendoza      | Argentina | 2016 - 2017     |
| Argentino de Quilmes     | Argentina | 2017 - 2021     |
| Almirante Brown (cedido) | Argentina | 2020 - 2021     |
| Midland                  | Argentina | 2022 - 2023     |
| Berazategui              | Argentina | 2023 - presente |